# Harald Potempa
Harald Fritz Potempa (* 13. November 1963 in Dorfen) ist ein deutscher Offizier (Oberstleutnant), Militärhistoriker und Kommunalpolitiker der SPD. Von 1997 bis 2005 war er Leiter des Luftwaffenmuseums der Bundeswehr in Berlin-Gatow.

## Leben
Potempa wurde im November 1963 als Sohn eines Bankkaufmanns im Landkreis Erding in Oberbayern geboren und besuchte Schulen in München-Bogenhausen und Erding. Nach dem Abitur 1983 am Gymnasium Erding mit mathematisch-naturwissenschaftlichem Zweig war er in den Jahren 1983 bis 1985 Soldat auf Zeit (SaZ) bei der Fernmeldetruppe des Heeres in Köln und im Hauptquartier der Central Army Group (CENTAG) in Heidelberg. Danach wurde er in zahlreichen Wehrübungen zum Reserveoffizier der Luftwaffe ausgebildet; er war u. a. als Nachrichtenoffizier beim Lufttransportgeschwader 61 in Penzing eingeplant.
In den Jahren 1985 bis 1995 studierte er Bayerische Landesgeschichte, Geschichtliche Hilfswissenschaften und Volkskunde an der Ludwig-Maximilians-Universität München (M.A.) und wurde 1995 bei Hans Schmidt – sein Zweitkorrektor war Ludwig Hammermayer, der ihn bereits bei der Magisterarbeit unterstützte – an der Philosophischen Fakultät (Fachbereich 9) der LMU München mit der Dissertation Die Königlich-Bayerische Fliegertruppe 1914–1918 zum Dr. phil. promoviert.
Danach kehrte er über eine Eignungsübung als Wiedereinsteller im Dienstgrad Hauptmann zur Bundeswehr zurück und wurde Berufssoldat. In den Jahren 1995 und 1996 war er Lehrstabsoffizier/Dozent für Militärgeschichte an der Offizierschule der Luftwaffe (OSLw) in Fürstenfeldbruck und betreute die Wehrgeschichtliche Sammlung. In den Jahren 1997 bis 2005 war er Leiter des Luftwaffenmuseums der Bundeswehr in Berlin-Gatow. 2005 wurde er wissenschaftlicher Mitarbeiter am Forschungsbereich Zeitalter der Weltkriege am Militärgeschichtlichen Forschungsamt (MGFA) in Potsdam. Seit 2006 ist er Redakteur der Zeitschrift Militärgeschichte. Im Jahr 2013 wurde er wissenschaftlicher Mitarbeiter und Pressestabsoffizier im Bereich Medien des Zentrums für Militärgeschichte und Sozialwissenschaften der Bundeswehr (ZMSBw). Seine Forschungsschwerpunkte sind die bayerische Landesgeschichte, die Geschichte der militärischen Luftfahrt, die Tradition der Bundeswehr, historische Bildung und das Museums- bzw. Ausstellungswesen.
Er tritt regelmäßig als Referent in Erscheinung und veröffentlichte u. a. in der Militärgeschichtlichen Zeitschrift und im Oberbayerischen Archiv. Von 1998 bis 2006 war er Mitglied des Kuratoriums des Deutschen Museums in München.
Er ist seit dem Jahr 2013 Beisitzer im Ortsvereinsvorstand der SPD Falkensee, der er seit 1991 angehört. Vier Jahre war er Abgeordneter der Stadtverordnetenversammlung Falkensee, in deren Finanz- und Bildungsausschuss er tätig war. Seit 2015 ist er Sachkundiger Einwohner des Ausschusses für Bildung, Kultur, Sport und Soziales. Im Vorfeld der Bundestagswahl 2017 bewarb er sich als Direktkandidat für den Wahlkreis 58 (Oberhavel – Havelland II), unterlag allerdings Partei-intern seinem Herausforderer.
Potempa ist verheiratet, Vater eines Kindes und lebt seit 1999 in Falkensee. Seit 1984 bzw. 1985 ist er Inhaber eines Pilotenscheins für Segelflugzeuge und Motorsegler.

## Schriften (Auswahl)
- Die Königlich-Bayerische Fliegertruppe 1914–1918 (= Europäische Hochschulschriften. Reihe 3. Geschichte und ihre Hilfswissenschaften. Band 727). Lang, Frankfurt am Main u. a. 1997, ISBN 3-631-30508-7.
- (Hrsg.): Luftwaffenmuseum der Bundeswehr Berlin-Gatow. Führer durch die Ausstellungen. Luftwaffenmuseum, Berlin-Gatow 2000, ISBN 3-00-006508-3.
- (Hrsg.): Das eiserne Kreuz. Zur Geschichte einer Auszeichnung. [Text-Bild-Tafeln der Sonderausstellung „Das Eiserne Kreuz – zur Geschichte einer Auszeichnung“ im Luftwaffenmuseum der Bundeswehr, vom 12. Juni 2003 bis 04. Januar 2004] (= Luftwaffenmuseum: Sonderausstellung. H. 1). Luftwaffenmuseum, Berlin-Gatow 2003.
- (Hrsg.): Zwischen Adler und Taube. Die Bildersprache in den deutschen Luftstreitkräften. [28. November 2003 bis 07. Juni 2004, Luftwaffenmuseum der Bundeswehr] (= Luftwaffenmuseum: Sonderausstellung. H. 2). Luftwaffenmuseum, Berlin-Gatow 2003.
- (Hrsg.): Uniformierung und persönliche Ausrüstung in den deutschen Luftstreitkräften seit 1884. Dauerausstellung (= Veröffentlichungen des Luftwaffenmuseums. H. 3). Luftwaffenmuseum, Berlin-Gatow 2005, ISBN 3-00-016784-6.
- (Hrsg. mit Markus Pöhlmann, Thomas Vogel): Der Erste Weltkrieg 1914–1918. Der deutsche Aufmarsch in ein kriegerisches Jahrhundert. Bucher, München 2014, ISBN 978-3-7658-2033-5.